# رافاييل راميريز هيدالغو
رافاييل راميريز هيدالغو (بالإسبانية: Rafael Ramírez Hidalgo)‏ هو قاضي وسياسي كوستاريكي، ولد في 1805، وتوفي في 1875.